# Disziplinen im E-Sport
Als Disziplinen im E-Sport bezeichnet man die Computerspiele, die im sportlichen Wettkampf gegeneinander gespielt werden. Die verbreitetsten Genres im E-Sport sind Echtzeit-Strategiespiele, Ego-Shooter und Sportsimulationen. Dabei werden einige Spiele verstärkt von professionellen E-Sportlern gespielt. Diese können teilweise ihren Lebensunterhalt mit E-Sport bestreiten. Die Höhe des Preisgeldes hängt von dem Marktwert ab, den die Turnierveranstalter und deren Sponsoren in den einzelnen Spielen sehen. Die folgenden Disziplinen weisen den höchsten Professionalisierungsgrad auf und werden in den E-Sportmedien am häufigsten behandelt.

## Echtzeit-Strategiespiel

### Dota-Serie

Dota-2-Logo

Entstanden aus einer Warcraft-III-Mod ist das Spiel Defense of the Ancients (DotA) der Pionier des Multiplayer-Online-Battle-Arena-Genres und nahm besonders in Asien eine bedeutende Rolle im E-Sport ein. Für die Erstvorstellung des Nachfolgers Dota 2 rief Publisher Valve das E-Sport-Großevent The International mit einem Basis-Preispool von 1,6 Millionen US-Dollar ins Leben, welches erstmals 2011 auf der Gamescom ausgetragen wurde und seit 2012 jährlich in Seattle veranstaltet wird. Mit der dritten Ausgabe führte Valve ein Crowdfunding-System ein, bei welchen die Community durch Kauf eines Compendium, welches bestimmte Spielinhalte freischaltet, den Preispool des The International in die Höhe treiben kann. So erreichte die vierte Ausgabe des Turniers einen Preispool von über 10 Millionen $, die fünfte Ausgabe über 17 Millionen US-Dollar. Diese Summen übersteigen die Preisgelder sämtlicher anderer bisheriger E-Sport-Turniere um ein Vielfaches. Das Prinzip des Crowdfunding erfreut sich auch bei vielen anderen Turnierveranstaltern in Dota 2 an großer Beliebtheit. So werden bei verschiedensten Turnieren regelmäßig Preisgelder im sechsstelligen Bereich erzielt.
In Dota 2 nehmen die chinesischen Teams eine führende Stellung ein. Jedoch können auch Teams aus Europa, Amerika und Südostasien mit der Weltspitze mithalten. Die Streams über Dota-2-Wettbewerbe erfreuen sich insbesondere in Asien und der Region der Gemeinschaft Unabhängiger Staaten großer Beliebtheit, finden aber auch in Europa und Amerika Beachtung.

### League of Legends
League of Legends ist ein Multiplayer Online Battle Arena (MOBA). Die Grundidee des Spiels ist stark durch DotA geprägt. League of Legends wurde seit der Veröffentlichung durch den Publisher Riot Games mit Hilfe finanzieller Mittel im E-Sport platziert. So stellt Riot Games das Preisgeld für die deutsche ESL Pro Series zur Verfügung. Weiterhin organisierte der Publisher ein großes Season-1-Finale auf der Dreamhack 2011 in Schweden, bei dem acht Teams aus Europa, Nordamerika und Asien um 100.000 Euro Preisgeld spielten. Zum Abschluss der 2. Saison wurde am 13. Oktober 2012 in Los Angeles das Finale der World Championships ausgetragen, mit einem bis dahin größten Preisgeld von 2 Millionen US-Dollar.
Seit der dritten Saison wird die League of Legends Championship Series (LCS) in Nordamerika und Europa ausgetragen. Die besten Teams der jeweiligen Regionen spielen wöchentlich gegeneinander. Am Ende jedes Split wird ein Playoff-Turnier gespielt und die vier besten Mannschaften erhalten einen Geldpreis. Die LCS wird ebenfalls von Riot Games organisiert.

### StarCraft-Serie

StarCraft-Logo

StarCraft-2-Logo

StarCraft: Brood War war das beliebteste E-Sport-Spiel in Südkorea. Seit 1999 finden in Südkorea große StarCraft-Wettkämpfe statt. Mit ongamenet und MBCGame gibt es in Südkorea zwei Fernsehsender, die StarCraft im Fernsehen ausstrahlen. Beide Sender betreiben eigene professionelle StarCraft-Ligen.
International waren folgende Wettkämpfe von Bedeutung: World Cyber Games, BroodWar Clan League, WGTour Clan League, iCCup Clan League, Yankee League, GameStar-Liga, TeamLiquid StarLeague und das International eSports Tournament. Bedeutende Ligen und Turniere in Südkorea waren die MBCGame StarLeague, die OnGameNet Starleague, die Proleague, das GOMTV Star Invitational und das Averatec-Intel Classic.
Auch für den Nachfolger StarCraft II werden E-Sport Veranstaltungen abgehalten. In Südkorea findet mehrmals jährlich die Global StarCraft II League statt, bei der um Preisgelder in Höhe von umgerechnet 94.000 Euro gespielt wird. In Nordamerika wird die North American Star League (NASL) veranstaltet mit über 100.000 US-Dollar, sowie die IGN Proleague mit insgesamt 200.000 US-Dollar Preisgeld. In Südkorea gibt es 105.000 US-Dollar in der StarCraft 2 Open Season 1 zu gewinnen. In Europa veranstaltet die Electronic Sports League die „ESL Pro Series“ bei der 12.000 Euro ausgeschüttet werden. Zusätzlich gibt es noch zahlreiche kleinere, meist wöchentliche Turniere, mit Preisgeldern im drei- bis vierstelligen Bereich.

### Warcraft III

Logo von Warcraft III: Reign of Chaos

Mit 60.000 bis 100.000 Spielern, die gleichzeitig zu jedem beliebigen Zeitpunkt Warcraft III: The Frozen Throne spielen, hat das Echtzeit-Strategiespiel die zweitgrößte Spielerbasis im E-Sport. Durchschnittlich wird im Monat um Preisgelder von über 60.000 US$ gespielt. Die meisten Warcraft-III-Spieler gibt es in China. Dort haben circa 500.000 Spieler an der Qualifikation für die World Cyber Games 2006 teilgenommen.
Neben den World Cyber Games sind der Electronic Sports World Cup, die ESL Intel Extreme Masters, das KODE5, die NGL ONE, die ESL WC3L Series und das International eSports Tournament bedeutende internationale Turniere. Die ESL Pro Series wird als Deutsche Meisterschaft in der Warcraft III Szene angesehen.

### Smite
Smite ist ein von Hi-Rez Studios entwickeltes und veröffentlichtes MOBA. Nach der Veröffentlichung wurde die Smite Launch Tournament mit einem Preisgeld von 200 Tausend US-Dollar gestartet. Einige Zeit später wurde die SMITE World Championship gestartet. Bisher sind in dem Spiel mehr als 9 Millionen US-Dollar an Preisgeldern ausgeschüttet worden.

### World of Tanks
World of Tanks (WoT) ist ein MMO-Panzerspiel für PC und Xbox One, das von Wargaming entwickelt wurde und 2010 erstmals veröffentlicht wurde. Seit 2012 ist das Unternehmen stark in die WoT-Esportszene involviert. Es gibt eine jährliche Weltmeisterschaft mit Qualifikationsturnieren auf der ganzen Welt. Die Electronic Sports League sponsert auch einige WoT-Turniere.

## Shooter

### Counter-Strike-Serie

Counter-Strike-Logo

Logo von Counter-Strike: Global Offensive

Counter-Strike wird weltweit professionell gespielt und besitzt mit durchschnittlich mehreren hundert tausend Spielern, die das Spiel zu jedem beliebigen Zeitpunkt am Tag gleichzeitig online spielen, eine große Basis an Spielern. Den internationalen Durchbruch erreichte Counter-Strike, als es am 14. März 2001 Quake 3 als offizielles Turnierspiel des CPL World Championship Event verdrängte. In 12 Jahren wurden beim klassischen Spiel mehr als 10.000.000 US$ an Preisgeldern bezahlt. Mit einem Preisgeld von 477.500 US$ war die 2007 Championship Gaming Series Season das bislang höchstdotierte Turnier in der Counter-Strike-Serie. In der Vergangenheit waren die World Cyber Games, der Electronic Sports World Cup, die ESL Intel Extreme Masters und die KODE5 von hoher Bedeutung. In Deutschland gilt die ESL Pro Series als Deutsche Meisterschaft.
Counter-Strike: Source ist der offizielle Nachfolger von Counter-Strike. Die Anzahl der professionellen Spieler und Turniere reichte jedoch nicht an die des Vorgängertitels heran. Auch bei Counter-Strike: Source galt die ESL Pro Series als Deutsche Meisterschaft. International besaß die ESL Major Series für Counter-Strike: Source nach dem Wegfall der Championship Gaming Series die größte Bedeutung.
Mit Counter-Strike: Global Offensive gibt es mittlerweile den zweiten Counter-Strike-Nachfolger, der die Vorgängerspiele bei wichtigen Turnieren abgelöst hat. Hier sind die von Valve durch Einnahmen aus spielinternen Items gesponserten Major-Turniere die wichtigsten Wettbewerbe. Global Offensive zeichnete sich im Jahr 2015 durch eine Vielzahl von Turnieren verschiedenster Veranstalter aus. Die besten Teams der Disziplin stammen aus Europa.

### Halo-Serie

Halo-Logo

Die Halo-Serie ist vor allem durch die Major League Gaming in den Vereinigten Staaten von Amerika in den E-Sport Fokus gerückt. Außerhalb der USA ist die Spielerszene deutlich kleiner. Die bedeutendste amerikanische Liga ist die Major League Gaming.

### Quake-Serie

Quake-Live-Logo

Quake war in seiner ersten Version eines der ersten Spiele im netzwerkbasierten E-Sport. Die ersten drei Teile genossen innerhalb der E-Sport-Szene besonders hohe Akzeptanz. Der vierte Teil konnte trotz Turnieren beim Electronic Sports World Cup, der World Series of Video Game, den World Cyber Games und der KODE5 nicht die Popularität der Vorgänger erreichen. Ab 2007 fanden zunehmend mehr Turniere mit Quake III, als Quake 4 statt. Mit Quake Live steigt das Interesse der Clans und Spieler wieder für das Spiel.
Traditionell ist die seit 1996 jährlich stattfindende QuakeCon eines der bedeutendsten internationalen Turniere für die Quakeserie. Auch beim Electronic Sports World Cup war die Quakeserie in jedem Jahr mit einem Titel vertreten.

### Overwatch

Overwatch ist ein Online-Mehrspielerspiel, welches am 24. Mai 2016 veröffentlicht wurde und sehr schnell an großer Beliebtheit gewann. Seit 2017 gibt es eine offizielle von Blizzard ins Leben gerufene Overwatch League mit Mannschaften aus der ganzen Welt. Die Liga hat 20 Mannschaften. Diese werden in zwei Divisions (Pazifik, Atlantik) aufgeteilt.

### Paladins
Paladins ist ein Free-to-Play-Helden-Shooter, ähnlich wie Overwatch. In Zusammenarbeit zwischen dem Entwicklerstudio und dem Verband WESA (World eSports Association) wurde die E-Sport-Liga Paladins: Premier League (PPL) gegründet. Am 1. August 2017 startete die Paladins: Global Series, welche ein Community-Turnier mit Preisen im Wert von 350.000 US-Dollarn ist.

### Fortnite
Fortnite ist ein Free-to-Play-Battle-Royale-Shooter mit großer Beliebtheit.

Das erste E-Sport-Event mit dem Spiel als Disziplin wurde auf der Electronic Entertainment Expo 2018 am 12. Juni 2018 ausgeführt. Das Event geht auf den Erfolg des größten Livestreamers auf Twitch mit dem Pseudonym Ninja zurück. Auf dem Event traten mehrere Prominente gegeneinander für einen guten Zweck an. 2019 wurde im Rahmen der Australian Open, einem Tennisturnier, mit Fortnite erstmals auch ein E-Sport-Turnier durchgeführt. Als Preisgeld waren 500.000 australische Dollar geplant.
Am letzten Juli-Wochenende 2019 (26. Juli bis zum 28. Juli) fand die Endrunde von dem Fortnite World Cup in New York City im Arthur Ashe Stadium, wo im August die US Open startet, statt. Die Vorspiele wurden von Epic bereits in der Jahresmitte bis zum September 2018 organisiert. Die Qualifikationsrunden für das Endspiel fanden von dem 13. April bis zum 26. Juni 2019 statt.

### PlayerUnknown’s Battlegrounds
PlayerUnknown’s Battlegrounds ist ein Battle-Royale-Shooter aus dem Jahr 2017.
Das erste E-Sport Event war eine Spendenaktion im Mai 2017 mit einem Spendengeld von 220.000 US-Dollar (davon 100.000 von dem Entwickler Bluehole und 120.000 durch die Einnahmen auf Twitch). Das nächste große E-Sport Event fand auf der Gamescom 2017 mit einem Preisgeld von 350 Tausend US-Dollar statt. Im November 2017 veranstaltete Intel eine Meisterschaft zu dem Spiel in Oakland mit einem Preisgeld von 200 Tausend US-Dollar. Im November 2019 findet die PlayerUnknown’s Battlegrounds Weltmeisterschaft statt. Im März konkurrierten bereits Teams aus der PUBG Europe League.

### Rainbow Six Siege
Tom Clancy’s Rainbow Six Siege ist das erste Esportspiel der Tom-Clancys-Reihe. Offizielle Wettbewerbe von Rainbows Six Siege sind die von Face-it und Ubisoft betriebene Rainbow Six Pro League.

### Battlefield-Serie
Die Battlefield-Serie wird seit Battlefield 2 von der Electronic Sports League unterstützt.

### Call-of-Duty-Serie
Die Call-of-Duty-Serie ist seit Call of Duty 4: Modern Warfare aus dem Jahr 2008 im E-Sport vertreten.

### Unreal Tournament
Turniere zu Unreal Tournament fanden zwischen 2001 und 2004 auf den World Cyber Games statt. Seit es von der ESL aus der Liste entfernt wurde, fanden keine E-Sport-Turniere mehr statt.

## Sportsimulation

### Fußballsimulation FIFA-Serie

FIFA-11-Logo

FIFA ist seit der ersten Auflage der World Cyber Games 2000 ständiges Wettkampfspiel der WCG. Auch bei allen regionalen Ablegern wie den Samsung Euro Championship oder den Pan-American WCG wurden Turniere in FIFA ausgespielt. Auch auf den CPL Europe 2003 in Cannes wurde FIFA gespielt. Damit ist FIFA das einzige E-Sportspiel, das jemals Teil der Cyberathlete Professional League war. Deutschland hat die größte FIFA Community und es gibt zwei professionelle Ligen mit der ESL Pro Series und der eSport Bundesliga (bis 2009). Deutsche Spieler konnten bislang vier Mal die World Cyber Games in FIFA gewinnen. Neben Deutschland ist Südkorea mit ebenfalls vier Goldmedaillen die erfolgreichste FIFA-Nation. Die OnGameNet Hyundai FIFA League zählt zu den bedeutenden FIFA-Ligen in Südkorea. 2007 wurde in FIFA um Preisgelder von ungefähr 250.000 Euro gespielt. Die bekanntesten und erfolgreichsten E-Sportler dieser Disziplin sind die Zwillinge Daniel und Dennis Schellhase.
FIFA wird sowohl im Einzel, als auch im Team betrieben. Im Einzel spielen zwei Spieler direkt gegeneinander. Anders als bei Counter-Strike besteht der Teamwettkampf bei FIFA auch aus mehreren Einzeln. Die fünf respektive drei Spieler eines Teams treten gegen zugeloste Spieler des gegnerischen Clans an. Pro Sieg werden zwei Punkte vergeben, für ein Unentschieden erhält der Spieler einen Punkt, bei einer Niederlage erhält der Spieler keinen Punkt. Am Ende des Wettkampfs werden die Punkte addiert um den Sieger des Teamwettkampfs zu ermitteln. Die World Cyber Games gelten als Weltmeisterschaft für FIFA-Spieler und werden im Einzel ausgetragen. Die ESL Pro Series gilt als Deutsche Meisterschaft für Teams von fünf Spielern. Das Einzelspielerpendant dazu ist die ESL Sports Meisterschaft.

### RennsimulationGran Turismo und die GT Academy

Gran-Turismo-Logo

Gran Turismo (Untertitel: „The Real Driving Simulator“) ist eine Videospiel-Reihe, die exklusiv für PlayStation, PlayStation 2 und PlayStation 3 sowie für PlayStation Portable erhältlich ist und Basis für die GT Academy (auch The NISMO PlayStation GT Academy) bildet. Die GT Academy ist ein Casting- und Förderprogramm von Nissan und Sony PlayStation, zur alternativen Nachwuchsgewinnung von talentierten Fahrern über den E-Sport. Die GT Academy ermöglicht Gran-Turismo-Spielern einen Übergang von virtuellen Rennsimulationen in den realen Motorsport in einem Nissan-Motorsportteam.
Die GT Academy ist eine Kombination aus E-Sport-Turnieren und Rennfahrerschule, und wurde Juni 2008 in Zusammenarbeit zwischen Nissan Europe, Sony Computer Entertainment Europe and Polyphony Digital gestartet.
Das Programm besteht aus vier verschiedenen Phasen. Phase eins wird nur virtuell auf PlayStations absolviert, die Teilnehmer treten als Spieler in der Rennsimulation Gran Turismo gegeneinander an. Phase zwei wird dann durch Praxis-Übungen ergänzt. Im Race Camp steht die Ausbildung im Vordergrund. Phase vier besteht aus dem Fahrer-Entwicklungsprogramm, mit Qualifizierung zur Fahrerlizenz und Einstieg in den realen Motorsport.
Bis 2014 haben mehr als 5 Millionen Teilnehmer über ihre PlayStation an der GT Academy teilgenommen, und 16 Teilnehmer eine Motorsportkarriere gestartet.

### Weitere Rennspiele
Weitere Rennspiele mit Präsenz im E-Sport sind Project CARS (anerkannt von der Electronic Sports League), die TrackMania-Reihe, NASCAR iRacing, die Forza-Motorsport-Reihe mit der Forza Racing Championship.

### Weitere Ballsportarten
Neben Fußball gibt auch E-Sport Disziplinen zu dem American-Football-Spiel Madden NFL mit der Madden NFL Championship Series und dem Basketballspiel NBA 2K mit der NBA 2K League.

### Rocket League
Im Jahr 2016 fand die erste Rocket League Championship Series an. Das Finale fand im August 2016 mit einem Preisgeld von 55.000 US-Dollar statt. Nach dem offiziellen Release von Rocket League wurde das Spiel ein offiziell gesponserter Esport-Titel, der sich Electronic Sports League anschloss. Im September 2015 kündigte die Major League Gaming (kurz: MLG) die erste Saison der Pro Rocket League an, die von September bis Anfang Oktober stattfand. Ein Tausend US-Dollar Rocket League-Turnier wurde bei den Summer X Games im Juli 2017 außerhalb des U.S. Bank Stadium ausgetragen. Das Finale wurde live auf ESPN3 übertragen. Als erster Versuch von NBC in den E-Sport einzusteigen, veranstaltete die NBC Sports Group in Zusammenarbeit mit Faceit ein eigenes 100 Tausend US-Dollar-Turnier, das von Juli bis August 2017 in acht Regionen weltweit ausgestrahlt wurde. Ab September 2017 veranstalteten Psyonix und Tespa, ein College-Sportveranstalter, das erste Collegeturnier für Teams, bei dem ein Stipendienanteil von 50.000 US-Dollar vergeben wurde. Im Dezember 2017 organisierte Turner Sports ein ELEAGUECup-Event im Wert von 150.000 US-Dollarn für acht Teams, das live im Internet übertragen wurde. In einer dreiteiligen Serie wurden einige Details zum Weg der Teams zum Cup und einige der Spielhighlights auf TBS ausgestrahlt.

## Kartenspiele

### Hearthstone: Heroes of Warcraft
Hearthstone ist ein Sammelkartenspiel von Blizzard Entertainment. Seit 2014 wird regelmäßig auf der BlizzCon die Hearthstone World Championship 2014 ausgetragen und auf Twitch übertragen.

## Sonstige Genres

### Landwirtschaftssimulator
Für den Landwirtschafts-Simulator 2019 wurde die E-Sport-Liga Farming Simulator League von dem Entwickler Giants Software gegründet. Das Preisgeld soll sich dabei auf 250.000 Euro belaufen. Insgesamt sollen ab Sommer 2019 zehn Turniere in unterschiedlichen Orten in Europa ausgetragen werden. Zuvor gab es auch die Farming Simulator Championship 2018, in der halb-professionelle Turniere im Landwirtschafts-Simulator ausgetragen wurden. Sponsoren sind unter anderem Logitech, Intel, Noblechairs und Nitrado, sowie Hersteller von echten Landwirtschaftsprodukten.

### Auto-Battler
Ein Auto-Battler (auch Auto Chess) ist ein Untergenre des rundenbasierten Strategiespiels und ein Konzept, das das Schachspiel mit einem Multiplayer-Online-Battle-Arena-Spiel vereint. Die Bezeichnung Auto bezieht sich dabei auf das automatische Kämpfen von platzierten Einheiten. Zu bekannten Vertreten gehören Dota Auto Chess, Dota Underlords und League of Legends: Teamfight Tactics. Da das Genre noch relativ neu ist, wurden noch nicht viele E-Sport-Turniere ausgetragen.

### Pokémon
Mehrere Jahre wurden zu den Pokemon-Spielen die Pokémon World Championships von Play! Pokémon ausgetragen.

### Tetris
Die Classic Tetris World Championship dreht sich um das Spiel Tetris.

### Kampfspiele (Fighting Games)
Kampfspiele gehören zu den Genres im E-Sport, die bereits sehr früh die Entwicklung des elektronischen Sports begleitet und forciert haben. Zu nennen sind hier insbesondere die Street-Fighter- und die Tekken-Reihe. Gegenwärtig findet E-Sport im Genre der Kampfspiele vor allem in Super Smash Bros. und Tekken statt. Gespielt werden Fighting Games fast ausschließlich auf Spielekonsolen und nicht, wie die meisten E-Sport-Genres, auf dem Computer.

## Tabelle
| Disziplin                           | Genre                                          | E-Sport seit | vertreten in der Electronic Sports League (ESL) | vertreten in der Major League Gaming (MLG) | Relevante Wettbewerbe                                                                             |
| ----------------------------------- | ---------------------------------------------- | ------------ | ----------------------------------------------- | ------------------------------------------ | ------------------------------------------------------------------------------------------------- |
| Street Fighter                      | Fighting Game                                  | 1990er-Jahre | ja                                              | ja                                         | Evolution Championship Series                                                                     |
| Super Smash Bros.                   | Fighting Game                                  | 1990er-Jahre | nein                                            | ja                                         | MLG World Finals, Evolution Championship Series                                                   |
| Marvel vs. Capcom                   | Fighting Game                                  | 2000         | nein                                            | nein                                       | Evolution Championship Series (2000–2017)                                                         |
| Tekken                              | Fighting Game                                  |              | nein                                            | nein                                       | Evolution Championship Series                                                                     |
| Killer Instinct                     | Fighting Game                                  |              | nein                                            | nein                                       | Evolution Championship Series, Killer Instinct World Cup                                          |
| Doom                                | Ego-Shooter                                    |              | nein                                            | nein                                       | Cyberathlete Professional League, Quakecon                                                        |
| Quake                               | Ego-Shooter                                    | 1997         | nein                                            | nein                                       | Electronic Sports World Cup, World Series of Video Games, World Cyber Games , DreamHack, Quakecon |
| Counter-Strike                      | Ego-Shooter                                    | 2000         | ja                                              | nein                                       | World Cyber Games, CEVO, ESEA League, Intel Extreme Masters, Cyberathlete Professional League     |
| Call of Duty                        | Ego-Shooter                                    | 2008         | nein                                            | ja                                         |                                                                                                   |
| Halo                                | Ego-Shooter                                    |              | nein                                            | ja                                         | Halo Championship Series                                                                          |
| Unreal Tournament                   | Ego-Shooter                                    | 2001         | ja                                              | nein                                       |                                                                                                   |
| Battlefield                         | Ego-Shooter                                    | 2005         | ja                                              | nein                                       |                                                                                                   |
| Painkiller                          | Ego-Shooter                                    | 2005         | nein                                            | nein                                       | Cyberathlete Professional League                                                                  |
| Crossfire                           | Ego-Shooter                                    |              | nein                                            | nein                                       |                                                                                                   |
| Overwatch                           | Ego-Shooter                                    |              | nein                                            | ja                                         | Overwatch League                                                                                  |
| Team Fortress 2                     | Ego-Shooter                                    |              | nein                                            | nein                                       | ESEA League                                                                                       |
| Rainbow Six: Siege                  | Ego-Shooter                                    |              | ja                                              | nein                                       | DreamHack, ESEA League                                                                            |
| Alliance of Valiant Arms            | Ego-Shooter                                    |              | nein                                            | nein                                       | Alliance of Valiant Arms: World Championship                                                      |
| Special Force II                    | Ego-Shooter                                    |              | ja                                              | nein                                       | Taiwan esports League                                                                             |
| Age of Empires                      | Echtzeit-Strategiespiel                        |              | nein                                            | nein                                       | World Cyber Games                                                                                 |
| StarCraft                           | Echtzeit-Strategiespiel                        |              | ja                                              | ja                                         | Starleague, World Cyber Games, Global Starcraft II League, BlizzCon                               |
| Warcraft 3                          | Echtzeit-Strategiespiel                        |              | ja                                              | nein                                       | Warcraft III World Championships, BlizzCon                                                        |
| FIFA                                | Sportsimulation                                |              | ja                                              | nein                                       | World League eSport Bundesliga, FIFA Interactive World Cup                                        |
| Madden NFL                          | Sportsimulation                                |              | ja                                              | nein                                       | Madden NFL Championship Series.                                                                   |
| NBA 2K                              | Sportsimulation                                | 2018         | ja                                              | nein                                       | NBA 2K League                                                                                     |
| Pro Evolution Soccer                | Sportsimulation                                | 2016         | nein                                            | nein                                       | PES League                                                                                        |
| Rocket League                       | Sportsimulation                                | 2015         | ja                                              | ja                                         | Rocket League Championship Series                                                                 |
| Gran Turismo                        | Rennsimulation                                 |              | nein                                            | nein                                       | FIA Gran Turismo Championship                                                                     |
| iRacing                             | Rennsimulation                                 |              | nein                                            | nein                                       | NASCAR iRacing.com World Championship Series                                                      |
| TrackMania                          | Rennsimulation                                 |              | nein                                            | nein                                       | TrackMania 2: Stadium WorldCup                                                                    |
| Forza Motorsport                    | Rennsimulation                                 |              | nein                                            | nein                                       | Forza Racing Championship                                                                         |
| Dota 2                              | Multiplayer Online Battle Arena                | 2011         | ja                                              | nein                                       | The International auf der Gamescom                                                                |
| League of Legends                   | Multiplayer Online Battle Arena                | 2009         | ja                                              | nein                                       | World Cyber Games, Intel Extreme Masters, DreamHack                                               |
| Smite                               | Multiplayer Online Battle Arena                |              | nein                                            | nein                                       | SMITE World Championship                                                                          |
| Fortnite                            | Battle Royale                                  | 2017         | nein                                            | nein                                       | Fortnite World Cup                                                                                |
| PlayerUnknown’s Battlegrounds       | Battle Royale                                  | 2017         | ja                                              | nein                                       | PlayerUnknown’s Battlegrounds Weltmeisterschaft , PUBG Europe League                              |
| Gears of War                        | Ego-Shooter                                    |              | ja                                              | ja                                         |                                                                                                   |
| War Thunder                         | Flugsimulation                                 |              | nein                                            | ja                                         | Thunder League                                                                                    |
| World of Tanks                      | Echtzeit-Strategiespiel                        | 2012         | ja                                              | nein                                       |                                                                                                   |
| World of Warcraft                   | Massively Multiplayer Online Role-Playing Game |              | nein                                            | ja                                         | World of Warcraft Arena Global                                                                    |
| Landwirtschafts-Simulator           | Simulation                                     | 2019         | nein                                            | nein                                       | Farming Simulator League                                                                          |
| Hearthstone: Heroes of Warcraft     | Sammelkartenspiel                              | 2014         | ja                                              | ja                                         | BlizzCon                                                                                          |
| Pokémon                             | Computer-Rollenspiel                           |              | nein                                            | nein                                       | Pokémon World Championships                                                                       |
| Tetris                              | Puzzle                                         |              | nein                                            | nein                                       | Classic Tetris World Championship                                                                 |
| Dota Underlords                     | Auto-Battler                                   | 2019         | ja                                              | nein                                       |                                                                                                   |
| Clash of Clans                      | Echtzeit-Strategiespiel                        |              | ja                                              | nein                                       |                                                                                                   |
| Clash Royale                        | Echtzeit-Strategiespiel                        |              | ja                                              | nein                                       |                                                                                                   |
| Crash Bandicoot                     | Jump ’n’ Run                                   |              | ja                                              | nein                                       |                                                                                                   |
| Splatoon 2                          | Third-Person-Shooter                           |              | ja                                              | nein                                       |                                                                                                   |
| Assetto Corsa                       | Rennsimulation                                 |              | ja                                              | nein                                       |                                                                                                   |
| Naruto Shippuden                    | Fighting Game                                  |              | ja                                              | nein                                       |                                                                                                   |
| Mortal Kombat                       | Fighting Game                                  |              | ja                                              | nein                                       |                                                                                                   |
| Injustice                           | Fighting Game                                  |              | ja                                              | nein                                       |                                                                                                   |
| Brawl Stars                         | Fighting Game                                  |              | ja                                              | nein                                       |                                                                                                   |
| For Honor                           | Fighting Game                                  |              | ja                                              | nein                                       |                                                                                                   |
| Dragon Ball Xenoverse               | Fighting Game                                  |              | ja                                              | nein                                       |                                                                                                   |
| Modern Combat 5                     | Fighting Game                                  |              | ja                                              | nein                                       |                                                                                                   |
| Magic: The Gathering                | Sammelkartenspiel                              |              | ja                                              | nein                                       |                                                                                                   |
| Star Wars Jedi Knight: Jedi Academy | Third-Person-Shooter                           |              | ja                                              | nein                                       |                                                                                                   |
| Paladins                            | Ego-Shooter                                    |              | nein                                            | nein                                       | Paladins: Global Series                                                                           |
| Zula                                | Ego-Shooter                                    |              | ja                                              | nein                                       |                                                                                                   |
| Tanki Online                        | Browserspiel                                   |              | ja                                              | nein                                       |                                                                                                   |
| Arena of Valor                      | Multiplayer Online Battle Arena                |              | ja                                              | nein                                       |                                                                                                   |
| Dead or Alive                       | Fighting Game                                  |              | ja                                              | nein                                       |                                                                                                   |